# Buenos Aires, Jalisco
Buenos Aires är en ort i Mexiko.   Den ligger i kommunen Zapotlanejo och delstaten Jalisco, i den centrala delen av landet, 400 km väster om huvudstaden Mexico City. Buenos Aires ligger 1 869 meter över havet och antalet invånare är 185.
Terrängen runt Buenos Aires är huvudsakligen kuperad, men den allra närmaste omgivningen är platt. Runt Buenos Aires är det ganska glesbefolkat, med 43 invånare per kvadratkilometer. Närmaste större samhälle är Zapotlanejo, 16,6 km nordväst om Buenos Aires. Trakten runt Buenos Aires består till största delen av jordbruksmark.